# Пиночо
Пиночо (исп. Pinocho) — национальная испанская карточная игра типа покера. Играется испанской колодой (48 листов) без джокеров. В неё могут играть от 2 до 8 игроков, но идеальное количество — 4 игрока.

## Ход игры
Перед началом игры все ставят на кон поровну маленькую ставку. Затем сдающий тасует и сдает карты, по 4 каждому. Игроки не имеют права смотреть их, пока не будут сданы все. После этого игроки делятся на три категории: одни «проходятся», то есть докладывают ту же сумму, которая уже поставлена, другие пасуют, сбрасывая карты, и кто-то увеличивает кон. Тот, кто увеличивает кон, по правилу делает это три раза. С каждым этапом кто-то из игроков опять «проходится», кто-то пасует, а в финале оставшиеся с картами игроки вскрываются. Выигрывает тот, у кого старшая комбинация.

## Комбинации в пиночо
- Лестница (Эскалера) − 4 карты подряд, то же, что стрит в покере (10-11-12-1)
- Фулл — 4 карты одного значения(1-1-1-1)
- Тройка (Трио) — три карты из четырёх одного значения (7-7-7-4)
- Две пары (Пар добле) — две пары одинаковых карт (5-5-4-4)
- Пара (Пар) — две одинаковых карты из четырёх (8-8-9-5)
- Старшая карта (Карта мас альта) — выигрывает при отсутствии иных комбинаций

Карты в испанской колоде нумеруются от 1 до 12. 1 соответствует тузу. Фигуры — это карты 10, 11, 12, которые соответственно называются валет (сота), конь (кабальо) и король (рей). В комбинации туз примыкает как к королю, так и к двойке, то есть как с одного, так и с другого конца.

## Из истории
В XVII—XVIII веках в Испании была в ходу другая, ныне неизвестная игра, подобная пиночо и покеру. Это «примера», самая популярная в ту эпоху наряду с «15 очками». В ней следовало набрать одну из выгодных комбинаций или считать очки по картам одной масти, если комбинация не сложилась. Она часто описывается в испанских плутовских романах.
Название пиночо происходит от имени известного персонажа сказки Коллоди — Пиноккио, по-испански его имя произносят, как Пиночо.